# Інюрколегія
«Ін'юрколегія» (рос. Инюрколлегия)  — одна з найстаріших адвокатських фірм Росії, практикуючих в галузі міжнародного приватного права. Заснована в Москві в 1937 році; спеціалізована колегія адвокатів.

## Історія
У радянські часи «Ін'юрколегія» була підрозділом Міністерства закордонних справ СРСР і займалася в тому числі питаннями отримання спадщини громадянами СРСР від громадян інших держав.
Радянські громадяни, що читали газету «Известия», могли регулярно знайомитися з оголошеннями «Ін'юрколегії» про пошук проживаючих в СРСР родичів іноземних громадян.

### Період після розпаду СРСР
Колегією адвокатів «Ін'юрколегія» стала в 1993 році після розпаду СРСР.
В даний час «Ін'юрколегія» перетворена в спеціалізоване адвокатське бюро «Ін'юрколегія» відповідно до Федерального закону «Про адвокатську діяльність і адвокатуру в Російській Федерації» і є її правонаступником з передачею всіх прав у повному обсязі.

## Відомі члени колегії
- Ланг Рейн
- Жириновський, Володимир Вольфович